# Classe Isla de Luzón
La classe Isla de Luzón fut la réelle première classe de croiseur protégé, construite après la classe Velasco  pour l'Armada espagnole.
Ils ont participé à la guerre hispano-américaine de 1898.

## Les unités de la classe
| Nom                                                                      | Lancement        | Armement          | Chantier naval                                      | Fin de carrière                                                              | Photo |
| ------------------------------------------------------------------------ | ---------------- | ----------------- | --------------------------------------------------- | ---------------------------------------------------------------------------- | ----- |
| Isla de Luzón (en) USS Isla de Luzón- États-Unis                         | 13 novembre 1886 | 22 septembre 1887 | Armstrong Whitworth Newcastle upon Tyne Royaume-Uni | coulé le 1er mai 1898 (renfloué par l'US Navy) abandonné en 1920             |       |
| Isla de Cuba (en) USS Isla de Cuba- États-Unis Mariscal Sucre- Venezuela | 11 décembre 1886 | 22 septembre 1887 | Armstrong Whitworth Newcastle upon Tyne Royaume-Uni | coulé le 1er mai 1898 (renfloué par l'US Navy) abandonné en 1940 (Venezuela) |       |
| Marqués de la Ensenada (es)                                              | 1890             | 1894              | Arsenal de la Carraca San Fernando (Cadix) Espagne  | abandonné en 1900                                                            |       |

## Conception
Ces petits croiseurs protégés de faible déplacement avaient un blindage minima de leur unique pont (37 à 62 mm), des tourelles et du kiosque.

## Histoire
À la bataille de la baie de Manille aux Philippines, les Isla de Luzon et Isla de Cuba furent coulés par l'US Navy le 1er mai 1898. Renfloués par la marine américaine, elles y sont incorporés comme canonnière en gardant leur nom d'origine : USS Isla de Luzon et USS Isla de Cuba.
En 1912, Isla de Cuba est vendu au Venezuela. Elle servira dans la marine vénézuélienne jusqu'en 1940 sous le nom de Mariscal Sucre.
Isla de Luzon servira dans l'USS Navy jusqu'en 1920, année à laquelle elle est désaffectée et abandonnée.
Marqués de la Ensenada fut abandonné en 1900.